# Adénosine
Pour les articles homonymes, voir ADO.
L'adénosine est un nucléoside formé lorsque l'adénine est attachée à un noyau ribose (sous forme de ribofuranose) via une liaison β-N9glucoside.
L'adénosine est libérée par les neurones et par les cellules gliales.
Elle joue un rôle important dans les processus biochimiques, tel le transfert d'énergie - comme adénosine triphosphate (ATP) et adénosine diphosphate (ADP) - ainsi que dans la transduction de signaux comme adénosine monophosphate cyclique, AMPc. Elle a également un rôle de neurotransmetteur de type hormonal.
Si l'adénine est attachée à un noyau désoxyribose, sucre typique de l'ADN, on parle alors de désoxyadénosine.

## Effets physiologiques
L'adénosine est présente dans l'ensemble du corps, elle y joue en effet un rôle dans le métabolisme énergétique de l'ATP, mais elle a des fonctions spéciales en stimulant quatre types de récepteurs à l'adénosine : A1, A2a, A2b et A3.

### Cerveau
Les concentrations d'adénosine dans le cerveau sont augmentées par différents types de stress métaboliques (dont l'anoxie, l'ischémie et les périodes de veille prolongées) et permettent de protéger le cerveau en supprimant l'activité neuronale et en augmentant la circulation sanguine,. L'adénosine, obtenue à l'intérieur des cellules par dégradation de nucléotides comme l'ATP, se diffuse dans le liquide extracellulaire dans l'état de veille. Une fois dans ce compartiment, elle active les récepteurs de l'adénosine au niveau du cortex et du cerveau antérieur basal, notamment le noyau ventrolatéral préoptique, ce qui a pour effet cumulatif de causer l'endormissement. Lors des phases de récupération du sommeil, l'adénosine décroît de nouveau dans le liquide extracellulaire. Ainsi la caféine, en neutralisant les récepteurs A2 de l'adénosine, a globalement un effet désinhibiteur sur l'activité cérébrale. Il existe par ailleurs un lien entre acupuncture et libération d’adénosine.

### Cœur et vaisseaux
L'adénosine agit également au niveau cardiaque. Si elle est administrée par voie intraveineuse, l'adénosine cause un blocage du nœud auriculo-ventriculaire par l'intermédiaire des récepteurs A1. Elle est utilisée, en tant que médicament, dans ce but dans le diagnostic et le traitement de certaines tachycardies (tachycardie régulière à QRS fins ou une tachycardie régulière à QRS larges de mécanisme inconnu). Sa demi-vie est très brève, ce qui fait que la pause provoquée est de courte durée. L'effet secondaire principal est la survenue d'un bronchospasme transitoire. Les effets pharmacologiques de l'adénosine sont contrariés chez les individus qui prennent des méthylxanthines (par exemple de la caféine, et même du café, ou de la théophylline).
Le récepteur A2a est le principal récepteur au niveau des artères coronaires et sa stimulation entraîne une vasodilatation.

### Plaquettes
L'adénosine inhibe l'agrégation plaquettaire par l'intermédiaire des récepteurs A2a et A2b. le dipyridamole, un médicament antiagrégant plaquettaire agit en inhibant la capture de l'adénosine par les hématies, augmentant le taux extra-cellulaire de celle-ci et, par conséquent, son action antiagrégante.

### Inflammation
l'activation des récepteurs A1 et A3 active le déplacement des polynucléaires neutrophiles et la phagocytose. La stimulation des récepteurs A2b inhibe au contraire le recrutement des neutrophiles. Globalement, une élévation du taux de l'adénosine tend à diminuer l'inflammation.

## Métabolisme
Lorsque l'adénosine entre dans la circulation générale, elle est métabolisée par l'adénosine-déaminase, qui est présente dans les globules rouges et les parois des vaisseaux.
Le dipyridamole, un inhibiteur de l'adénosine-déaminase, permet à l'adénosine de s'accumuler dans le flux sanguin. Cela cause un accroissement de la vasodilatation coronaire. L'adénosine a par ailleurs un effet vasodilatateur des plus puissants de la nature.